# Athanasius Rethna Swamy Swamiadian
Athanasius Rethna Swamy Swamiadian (ur. 10 lutego 1961 w Parampukkarai) – indyjski duchowny rzymskokatolicki, od 2018 biskup Ahmedabadu.

## Życiorys
Święcenia kapłańskie przyjął 29 marca 1989 i został inkardynowany do diecezji Ahmedabad. Pracował głównie jako przełożony diecezjalnych seminariów i wyższej szkoły w Chavdapurze. W latach 2012–2018 kierował międzydiecezjalnym seminarium w Vadodarze.
29 stycznia 2018 został prekonizowany biskupem Ahmadabadu. Sakrę biskupią otrzymał 14 kwietnia 2018.